# Love Sux
Love Sux é o sétimo álbum de estúdio da cantora e compositora canadense Avril Lavigne, lançado em 25 de fevereiro de 2022 pela DTA e Elektra Records. Seu primeiro álbum de estúdio em três anos desde Head Above Water (2019), Lavigne trabalhou em Love Sux com vários artistas, incluindo Machine Gun Kelly, Blackbear e Mark Hoppus do Blink-182. Musicalmente, o álbum abraça a angústia pop emo e as influências skate punk de Lavigne de Blink-182, Green Day, NOFX e The Offspring. O álbum foi precedido por dois singles: "Bite Me" e "Love It When You Hate Me".
O álbum recebeu avaliações geralmente positivas dos críticos musicais. Estreou na nona posição da Billboard 200, com 30.000 unidades vendidas na primeira semana, sendo 19.000 vendas puras. Também alcançou o top dez na Austrália, Alemanha, Canadá, Japão, Reino Unido e dentre outros territórios. Lavigne promoveu Love Sux através de uma série de aparições em público e apresentações na televisão. O álbum foi indicado ao prêmio de Álbum do Ano no Juno Awards de 2023. 
Uma edição deluxe do álbum foi lançada em 25 de novembro de 2022, sucedendo o lançamento do single "I'm a Mess", uma colaboração com o cantor britânico Yungblud. Love Sux venceu o prêmio de Best 3 Albums no Japan Gold Disc Award.

## Antecedentes e desenvolvimento
Após o lançamento de seu álbum de estúdio anterior Head Above Water (2019), Lavigne mencionou em uma entrevista de maio de 2020 à revista American Songwriter que ela "gostaria de lançar algumas músicas em 2021 e que começou a trabalhar em novo material, que poderia ser o base de seu próximo álbum". Em dezembro de 2020, Lavigne confirmou que estava gravando novas músicas com os produtores John Feldmann, Mod Sun, Travis Barker e Machine Gun Kelly. "Flames", uma colaboração entre Mod Sun e Lavigne, acabou sendo lançada em 8 de janeiro de 2021. No mesmo mês, Lavigne confirmou através das suas redes sociais mais novas músicas para o primeiro semestre de 2021, confirmando posteriormente que a gravação do álbum havia sido concluída. Em 16 de julho de 2021, Willow lançou seu quarto álbum de estúdio, intitulado Lately I Feel Everything, com uma das faixas, "Grow", com participação de Lavigne e Travis Barker. Um videoclipe para a música foi lançado em outubro do mesmo ano.
Em setembro de 2021, Lavigne participou do MTV Video Music Awards de 2021 e confirmou em uma entrevista que novas músicas seriam lançadas em outubro. Em 28 de outubro de 2021, Lavigne se apresentou no show de transmissão ao vivo de Travis Barker, Travis Barker's House of Horrors. Em 3 de novembro, Lavigne anunciou que havia assinado com a gravadora de Barker, a DTA Records. Em 5 de novembro, Lavigne anunciou seu novo single intitulado "Bite Me", que foi lançado em 10 de novembro. Em 13 de janeiro de 2022, Lavigne anunciou o segundo single do álbum intitulado "Love It When You Hate Me" (com Blackbear ) para o dia seguinte, juntamente com o título de Love Sux e a data de lançamento de 25 de fevereiro de 2022.

## Composição e temas
Love Sux foi descrito por Lavigne em entrevista à Entertainment Weekly como o "álbum mais alternativo que fiz de frente para trás", explicando ainda que "a maioria dos meus álbuns tem músicas pop, baladas e é bastante diversificado. As pessoas com quem trabalhei realmente me entenderam e vieram desse gênero de música". Ela descreveu a gravação do álbum como se estivesse "de volta ao ensino médio, saindo com o tipo de pessoa com quem [ela] cresceu, e foi sem esforço". Em entrevista à Nylon, Lavigne disse que "o álbum é leve e feliz, mesmo que haja músicas sobre angústia e separação", mas que "também é estimulante, e é poderoso, e tem uma mensagem positiva para as pessoas defenderem a si mesmo, ter valor próprio." Ela afirmou ainda que Love Sux é o álbum que ela "queria fazer para [sua] carreira inteira".

### Conteúdo e estrutura musical
O disco abre com "Cannonball", a faixa dá o tom geral do disco: guitarra bem alta, aceleração hardcore na bateria e letra atropelada, com uma Avril ameaçadora: “eu vou chegar quente como uma bala de canhão”. Foi descrita por Ali Shutler da NME como "uma abertura furiosa de electro dance" que "começa com uma explosão de guitarras flutuantes e o grito angustiado de "como uma bomba-relógio, estou prestes a explodir" e que "menos de 20 segundos, a música muda drasticamente para o território hiper-pop". A música é uma abertura otimista e energética para seu retorno ao pop-punk. Em 2021, Avril usou seu Instagram para compartilhar um trecho lírico e que era a faixa de abertura do álbum. Avril disse em seu Spotify: “‘Cannonball’ é uma música sobre ser uma vadia feroz. Eu escrevi a letra dessa música no meu carro, dirigindo pelo desfiladeiro até o estúdio de Feldy em Calabassas, CA. Apesar de ser a primeira música do álbum, foi a última música que terminamos antes de entregar o álbum. Decidi reescrever os versos e isso deixou meu empresário e gravadora muito nervosos e quase perdemos nosso prazo.” A segunda faixa "Bois Lie" apresenta a participação do músico americano Machine Gun Kelly, e foi descrita por Bobby Olivier do Spin como "dueto rápido" que "constrói um clímax ele-disse-ela-disse", e como "uma sequência sônica de 'Forget Me Too' de MGK". Em 9 de junho de 2021, Avril compartilhou uma prévia da letra da música em uma postagem em seu Instagram. Uma versão demo da faixa vazou online em 2 de fevereiro de 2022, três semanas antes da data de lançamento do álbum.
"Bite Me" é a terceira faixa do álbum e o primeiro single, e atraiu comparações ccom os álbuns de estúdio anteriores de Lavigne Let Go (2002) e The Best Damn Thing (2007), bem como com a banda Paramore. A canção é escrita na chave de lá bemol maior, com um ritmo de 170 batidas por minuto. A música foi notada por várias publicações para marcar o retorno de Lavigne ao gênero pop punk; com a NME referindo-se a ela como uma "derrubada pop-punk de um ex", e a Billboard descrevendo-a como uma "faixa pesada de guitarra e bateria" que "apresenta Lavigne furiosa com seu ex-amante por não tratá-la adequadamente , prometendo que eles sempre vão se arrepender de serem expulsos de sua vida." Sobre trabalhar na música, Avril disse a Kevan Kenney do podcast Audacy: "É uma música sobre auto-estima e realmente apenas se defender e apenas ser como, 'Sabe de uma coisa, você não me tratou bem, você não tratou me bem, e isso não funciona para mim. Então, amor, você pode cair fora."
A quarta faixa e segundo single, "Love It When You Hate Me", com a participação de Blackbear, foi descrita por Shutner como um "banger pop-punk", e Emily Carter escrevendo para Kerrang! observou que a música "ouve a estrela canadense abraçando o pop-punk nostálgico no refrão — 'Os altos, os baixos, os sins, os nãos / Você fica tão atraente quando se torna frio / Não me chame amor / Eu amo quando você me odeia' — e elementos mais frescos nos versos." Ela disse em seu Spotify: “Esta foi a última música que escrevemos para o álbum. Quando terminamos de escrevê-la, enviamos para o blackbear no mesmo dia para ele conferir e perguntamos se ele cantaria nela. Sem hesitar, ele cantou no dia seguinte e a música ganhou vida. Essa música é sobre ignorar todos os sinais de alerta e fazer algo sabendo, muito bem, que você não deveria.”
A faixa título, e a quinta do álbum, retoma a pegada hardcore do disco, na medida para Avril desabafar: “quando penso em você, só quero vomitar”. Em uma entrevista de rádio, a cantora canadense revelou que escreveu a música depois de uma separação que a fez sentir que estava “superando o amor”. Foi uma das primeiras músicas escritas para o álbum e a ajudou a definir o tom para o resto. Em 2021, assim como muitas outras faixas do álbum, Avril compartilhou no Instagram a letra da música. A sexta faixa, "Kiss Me like the World Is Ending", segundo a cantora em entrevista ao podcasting de Kenney, ela afirmou que a música era sobre seu relacionamento com MOD SUN e apenas se divertindo enquanto estava apaixonada. Avril disse em seu Spotify: “Eu queria capturar a sensação mágica de ter um daqueles beijos que você nunca quer que acabe. É sobre ser pego naquele momento especial que você realmente quer se agarrar.” A sétima faixa, "Avalanche", por sua vez, traz um pouco de melancolia e discussão sobre saúde mental a um disco que, de resto, tenta organizar com fúria os pensamentos e dilemas da Avril Lavigne de 17 anos de idade. Foi descrita por Shutler como "encontrando Lavigne, agora com 37 anos, tão confusa quanto ela estava em sua faixa de 2002, 'Complicated', com a letra 'Eu gostaria que minha vida viesse com instruções'", mas que "com um delicioso colapso dirigido por sintetizadores, ela é muito mais segura aqui." Avril disse em seu Spotify: "Todos nós passamos por momentos difíceis ou temos dias ruins... essa música é sobre não se sentir bem e saber que você precisa se levantar e continuar". "Déjà vu" é a oitava faixa do álbum, onde Avril falou sobre a música em seu Spotify: “Esta é a história clássica de andar em círculos e sentir que não está chegando a lugar nenhum. Você tem que ser capaz de avançar e se comunicar nos relacionamentos. Se você não está avançando, parece um Deja Vu. À medida que envelheci, aprendi que as pessoas não mudam e você não pode esperar que mudem.” Em “F.U.”, nona faixa do álbum, Avril disse: “Esta música é sobre não ser ouvida, o que é uma implicância absoluta minha. A última vez que trabalhei com Travis Barker foi no meu terceiro álbum, The Best Damn Thing. Esta foi a primeira música em que trabalhei com Travis para este álbum. Foi divertido voltar ao estúdio com ele e arrasar. Era tarde da noite e pedimos pizza.”
A décima faixa, "All I Wanted", com Mark Hoppus, "vê os dois veteranos do punk trocando várias memórias do passado por um número surpreendentemente comovente". A primeira dica da música foi no videoclipe de "Bite Me", onde Avril escreveu nomes de músicas em todo o violão, sendo um deles "Mark's Song". A décima segunda música, "Dare to Love Me", é uma "balada delicada" contendo "emoção carregada", e foi descrita por Jessie Atkinson do Gigwise como uma "beleza conduzida pelo piano". Escapando do tema central do álbum — de cantar sobre separações — a canção apresenta Avril sob uma luz mais vulnerável. Sua letra fala sobre a dificuldade da cantora em mergulhar de cabeça em um novo relacionamento sério depois de ter experimentado tantas decepções em relações anteriores. Lavigne revelou à Forbes que não queria incluir a faixa no álbum, pois era muito pessoal, mas o produtor John Feldmann a convenceu a inclui-la depois de ouvi-la. Ele a chamou de “sua música favorita”. Quando perguntada se havia alguma balada no novo álbum, Avril disse a Kenney sobre apenas uma que ela originalmente não queria incluir: "Essa é uma música que eu acabei de escrever sozinha no piano... vulnerabilidade do tipo, ir lá de novo e poder ir lá de novo, e 'se abrir, se apaixonar' e também, 'você está realmente pronto? Não me diga que você me ama, a menos que você realmente queira dizer isso.'” “Não me diga que me ama / Se você não está sendo sincero / Não diga uma só palavra / Se você não acredita em mim”, Avril canta no refrão.
Love Sux termina com "Break of a Heartache", e foi dita por Shannon Garner da Clash como um "número bombástico que limpa com confiança traumas passados e tranquiliza as pessoas que você pode superar as coisas e mudar como você se sente em relação a certas situações. dado o tempo."

## Singles
"Bite Me" foi lançado como o primeiro single do álbum em 10 de novembro de 2021. Foi a primeira música de Lavigne a estrear na parada Billboard Global 200, estreou no número 133 com 20 milhões de streams em todo o mundo em seus primeiros 9 dias de lançamento. No Canadá, estreou no número 63 na parada Canadian Hot 100, tornando-se a 19ª música de Lavigne a entrar na parada, também alcançou o número 11 na parada Billboard Canada Digital Song Sales. Nos Estados Unidos, estreou no número 25 na parada US Bubbling Under Hot 100, e depois de dois meses chegou ao número 20. e alcançou o número 13 na parada Hot Rock & Alternative Songs dos EUA. A canção também estreou no top 10 da Billboard Rock Digital Songs dos EUA no número 6, no número 22 na parada de vendas de músicas digitais dos EUA e no número 12 na parada Hot Alternative Songs dos EUA. Estreou no número 31 na parada Billboard Alternative Airplay dos EUA e chegou ao número 28. No Reino Unido, estreou no número 61 no UK Singles Chart com 7.511 vendas, tornando-se a 18ª música de Lavigne a entrar no gráfico e seu melhor desempenho no gráfico desde seu single de 2013 "Here's to Never Growing Up". Na Hungria, estreou no número 25 na parada Single Top 40. Na Irlanda, a canção estreou no número 87 na parada da Irish Recorded Music Association. No Japão, a música estreou no número 18 na parada Billboard Japan Hot Overseas, e número 56 na parada Billboard Japan Download Songs. Na Nova Zelândia, a música ficou na parada New Zealand Hot Singles RMNZ no número 19. O videoclipe para a música foi dirigido por Hannah Lux Davis e foi lançado em 12 de novembro. O vídeo da versão acústica, dirigido por Mod Sun e Charlie Zwick, foi lançado em 17 de dezembro.
"Love It When You Hate Me", com participação de Blackbear, foi lançado em 14 de janeiro de 2022 como o segundo single do álbum, mesmo dia em que Lavigne anunciou o título, data de lançamento e lista de faixas de Love Sux. Nos Estados Unidos, a canção foi enviada para as rádios mainstream em 25 de janeiro de 2022 e para as rádios hot AC em 7 de fevereiro de 2022. Também foi enviada para a rádio italiana. No Spotify, a canção estreou com mais de 1,07 milhão de streams no primeiro dia, estreando no número 96 na parada Top Global Songs e número 5 na parada Top Rock Global. Estreou no número 76 no Canadian Hot 100 com streams de 354.175 no Spotify, foi a 20ª entrada de Lavigne no gráfico e a nona entrada de Blackbear no gráfico. Também atingiu o número 26 na parada Canadian Digital Song Sales. Nos Estados Unidos, a música estreou no número 15 na parada Hot Rock & Alternative Songs com 617.792 streams no Spotify, estreou no número 40 na parada Mainstream Top 40, foi a primeira entrada de Lavigne na parada desde seu single de 2013 "Here's to Never Growing Up", e estreou no número 16 na parada Rock Digital Song Sales e número 14 na parada Hot Alternative Songs. Na parada Adult Top 40, a música estreou no número 33. No Reino Unido, a música alcançou o número 40 no UK Singles Chart e conquistou 77.760 streams no primeiro dia no Spotify. Na Nova Zelândia, a música não entrou na parada oficial, mas alcançou o número nove na parada de singles da Nova Zelândia.

## Recepção critica
| Críticas profissionais | Críticas profissionais |
| Pontuações agregadas   | Pontuações agregadas   |
| Fonte                  | Avaliação              |
| ---------------------- | ---------------------- |
| Metacritic             | 76/100                 |
| Avaliações da crítica  |                        |
| Fonte                  | Avaliação              |
| AllMusic               | [ 60 ]                 |
| Clash                  | 8/10                   |
| Gigwise                | [ 37 ]                 |
| The Independent        | [ 61 ]                 |
| Kerrang!               | [ 62 ]                 |
| The Line of Best Fit   | 6/10                   |
| musicOMH               | [ 63 ]                 |
| NME                    | [ 22 ]                 |
| Retro Pop              | [ 64 ]                 |
| Rolling Stone          | [ 65 ]                 |
| Spin                   | 70/100                 |

Love Sux recebeu críticas favoráveis dos críticos de música. No Metacritic, que atribui uma classificação normalizada de 100 a críticas de críticos convencionais, o álbum tem uma pontuação média de 76 com base em 9 críticas.
Em uma crítica positiva do Clash, Shannon Garner escreveu que "seria fácil desconsiderar o álbum de Lavigne como parte da atual tempestade de nostalgia dos anos 2000 que está em ascensão, mas está longe de ser uma nostalgia nebulosa", observando ainda que Love Sux "mostra crescimento em Lavigne como artista", e que o álbum é "mais um antídoto para o progresso pop do que um retrocesso nostálgico", concluindo que "ele tem todos os elementos do que nos fez apaixonar por Avril Lavigne em primeiro lugar".
Tom Williams, do The Line of Best Fit, elogiou Love Sux, comentando que o álbum "leva a energia a 10 quase imediatamente e raramente a diminui nos 33 minutos do álbum". Roisin O'Connor, do The Independent, escreveu que o álbum é "o melhor álbum de Lavigne desde The Best Damn Thing de 2007, que se afastou de seu som anterior baseado no grunge e entrou em um território mais cativante. Diz muito sobre a convicção da cantora de 37 anos. que seu truque de garota rebelde não parece banal." Embora crítico de algumas das letras do álbum, O'Connor concluiu que Love Sux é "um hit de nostalgia sem vergonha, mas catártico".
Escrevendo para a NME, Ali Shutler avaliou Love Sux positivamente, comentando que o álbum "é uma explosão sem remorso de auto-capacitação" e "um álbum pop-punk progressivo que evita as regras antigas – mas não à custa de hinos de guitarra maximalistas e alegres."
Em uma crítica mais mista, Jessie Atkinson, do Gigwise, comentou: "Agora com trinta e sete anos, Avril ainda está brincando com coloquialismos de livros escolares e os dramas de quem tem azar no amor. Os resultados são inegavelmente divertidos, especialmente para aqueles de nós que foram jovem na época de Let Go de 2002 – e os novos jovens, que estão se envolvendo em aquecedores de pulso xadrez e forro manchado."
Falando positivamente do álbum, Connor Gotto, do Retro Pop, chamou Love Sux de "obra-prima pop-punk" e elogiou o "nível de vida e energia em cada gravação" – algo que não foi tão bem capturado desde o álbum de 2007 de Avril, The Best Damn Thing.

## Lista de faixas
Todas as faixas foram produzidas por Derek "Mod Sun" Smith, John Feldmann e Travis Barker, exceto onde indicado.
| Love Sux – Edição Padrão |                                                     |                                                       |                  |         |  |
| N.º                      | Título                                              | Compositor(es)                                        | Produtor(es)     | Duração |  |
| 1.                       | "Cannonball"                                        | Avril Lavigne Feldmann Smith                          |                  | 2:18    |  |
| 2.                       | "Bois Lie" (com part. de Machine Gun Kelly)         | Lavigne Feldmann Smith Colson Baker                   |                  | 2:43    |  |
| 3.                       | "Bite Me"                                           | Lavigne Feldmann Smith Omer Fedi Christopher Comstock |                  | 2:39    |  |
| 4.                       | "Love It When You Hate Me" (com part. de Blackbear) | Lavigne Feldmann Smith Matthew Musto                  |                  | 2:25    |  |
| 5.                       | "Love Sux"                                          | Lavigne Feldmann Smith                                |                  | 2:48    |  |
| 6.                       | "Kiss Me like the World Is Ending"                  | Lavigne Feldmann Smith                                |                  | 2:50    |  |
| 7.                       | "Avalanche"                                         | Lavigne Feldmann Smith                                | Mod Sun Feldmann | 3:39    |  |
| 8.                       | "Déjà vu"                                           | Lavigne Feldmann Smith                                | Mod Sun Feldmann | 3:23    |  |
| 9.                       | "F.U."                                              | Lavigne Barker Nick Long                              | Barker           | 2:47    |  |
| 10.                      | "All I Wanted" (com part. de Mark Hoppus)           | Lavigne Feldmann Smith Hoppus                         |                  | 2:32    |  |
| 11.                      | "Dare to Love Me"                                   | Lavigne                                               | Mod Sun Feldmann | 3:34    |  |
| 12.                      | "Break of a Heartache"                              | Lavigne                                               | Mod Sun Feldmann | 1:51    |  |
| Duração total:           | Duração total:                                      | Duração total:                                        | Duração total:   | 33:29   |  |

| Love Sux – Faixa bônus da edição japonesa |                             |                                           |                |         |  |
| N.º                                       | Título                      | Compositor(es)                            | Produtor(es)   | Duração |  |
| 13.                                       | "Bite Me (versão acústica)" | Lavigne Feldmann Smith Omer Fedi Comstock |                | 3:09    |  |
| Duração total:                            | Duração total:              | Duração total:                            | Duração total: | 36:38   |  |

| Love Sux – Faixa bônus da edição deluxe |                                                                         |                                           |                  |         |  |
| N.º                                     | Título                                                                  | Compositor(es)                            | Produtor(es)     | Duração |  |
| 13.                                     | "I'm a Mess" (com Yungblud)                                             | Lavigne Dominic Harrison Feldmann Barker  | Feldmann Barker  | 3:07    |  |
| 14.                                     | "Mercury in Retrograde"                                                 | Lavigne Feldmann Smith                    | Mod Sun Feldmann | 2:09    |  |
| 15.                                     | "Bite Me" (Versão acústica)                                             | Lavigne Feldmann Smith Omer Fedi Comstock |                  | 3:09    |  |
| 16.                                     | "I Love It When You Hate Me" (Versão acústica) (com part. de Blackbear) | Lavigne Feldmann Smith Musto              |                  | 2:33    |  |
| 17.                                     | "Bois Lie" (Versão acústica) (com part. de Machine Gun Kelly)           | Lavigne Feldmann Smith Baker              |                  | 2:50    |  |
| 18.                                     | "Pity Party"                                                            | Lavigne Feldmann Smith                    | Mod Sun Feldmann | 1:54    |  |
| Duração total:                          | Duração total:                                                          | Duração total:                            | Duração total:   | 49:20   |  |

## Histórico de lançamentos
| Região | Data                    | Formato                               | Versão   | Gravadora   | Ref.                 |
| ------ | ----------------------- | ------------------------------------- | -------- | ----------- | -------------------- |
| Várias | 25 de fevereiro de 2022 | Cassete CD Download digital streaming | Padrão   | Elektra DTA | [ 71 ] [ 68 ] [ 72 ] |
| Japão  | 25 de fevereiro de 2022 | CD                                    | Japonesa | Sony        | [ 73 ]               |